# Beraeodes minutus
Beraeodes minutus är en nattsländeart som först beskrevs av Carl von Linné 1761.  Beraeodes minutus ingår i släktet Beraeodes och familjen sandrörsnattsländor. Arten är reproducerande i Sverige. Inga underarter finns listade i Catalogue of Life.